# Marcel Visbeen
Marcel Visbeen (Den Haag, 3 augustus 1966) is een Nederlands filmregisseur en schrijver, bekend van de films Elvis Lives! (1997), en Staatsgevaarlijk (2005).

## Leven en werk
Visbeen is geboren en getogen in Den Haag, en studeerde theater, film- en televisiewetenschap aan de Universiteit Utrecht. 
Na zijn studie begon hij als scenarist en regisseur en maakte verschillende films en televisieproducties. In 1997 begon hij met Pieter Kuijpers de productiemaatschappij Pupkin Film. In 2004 maakte zij een film over aanslag op Rotterdamse haven, die het jaar erop onder de titel Staatsgevaarlijk verscheen. In 2005 startte hij met Selwyn Film. In dat zelfde jaar, in 2005, vertoonde Nederland 3 zijn film  Staatsgevaarlijk als een van de zes telefilms van dat seizoen.
Naast eigen producties, werkte Visbeen als regisseur mee aan enige grotere TV producties, zoals Verborgen Gebreken (dramaserie) (2009), Dokter Tinus (2012), en Moordvrouw (2012-2014). Met zijn korte debuutfilm Elvis Lives! won Visbeen in 1997 de nieuwe NPS prijs voor de beste korte film.
Marcel Visbeen is de zoon van Frank Visbeen, mede-oprichter van het Festival Film International, en kleinzoon van Ben Stroman.

## Regie

### Film
- 1997. Elvis Lives! (short)
- 2004. One Night Stand - Verdwaald.[8]
- 2005. Staatsgevaarlijk
- 2008. Linoleum
- 2010. Ocobar's American Bioscope - Faith (short)

### Televisie
- 2001. Dum Dum Boys
- 2002-04. Hartslag.[9]
- 2009. Verborgen Gebreken (dramaserie) ; regie met Erik van 't Wout en Barbara Bredero
- 2011.  Metro
- 2012. Dokter Tinus ; regie met onder andere André van Duren
- 2012-14. Moordvrouw ; regie van 12 afleveringen.